# Памятник Победы (Ханкенди)
Памятник Победы, также известный как Памятник Неизвестному солдату, — памятник в виде обелиска, расположенный в городе Ханкенди, Азербайджан, в парке Победы. Является частью Мемориального комплекса в память о местных уроженцах, погибших в Великой Отечественной войне и других вооружённых конфликтах.

## История
Мемориальный комплекс появился в Степанакерте (ныне Ханкенди) в 1975 году с установкой обелиска в память о 22 тысячах уроженцах Нагорно-Карабахской АО Азербайджанской ССР, погибших на фронтах Великой Отечественной войны. Высота обелиска составляет 21 м; на противоположном холме в братской могиле захоронены останки погибших в войну. Также в состав комплекса входит фонтан из семи ручьёв, выстроенный в стиле традиционной армянской архитектуры.
Гранитный пьедестал представляет собой барельеф с именами и портретами армян — Героев Советского Союза, участвовавших в Великую Отечественную войну. С 1991 года по 2023 год территория, на которой расположен памятник, контролировалась непризнанной Нагорно-Карабахской Республикой (НКР). Самой новой частью комплекса является кладбище, на котором похоронены солдаты НКР, погибшие во время Первой карабахской войны.
Ежегодно у памятника собирались ветераны Великой Отечественной войны в День Победы, а также ветераны Афганской войны. «Афганцы» каждое 15 февраля возлагали цветы к памятнику в память о 228 участниках войны в Афганистане, из которых 7 погибли.

## Галерея
- Панорамный вид на Памятник Победы
- Памятник жертвам геноцида армян